# LibreOffice Calc
LibreOffice Calc（リブレオフィス・カルク）は、FOSSの表計算ソフトである。オフィススイートのLibreOfficeに含まれるアプリケーションソフトウェアのひとつで、The Document Foundationによって開発が行われている。
LibreOffice Calcは、標準のファイルフォーマットとしてODFを採用している。

## 特徴
- OOXMLの読み書き[4]
- PDFのエクスポート[5]
- SVGのインポート[4]

## 利点
- SWITCH,TEXTJOIN,IFS,CONCAT,MAXIFS,MINIFS関数が使用可能。

これにより、文字列の結合、条件分岐、複数条件を指定した、最大、最小値の抽出が簡単に行えるようになる。
- スタイルと書式設定がLibreOfficeWriterだけでなくCalcでも使用可能。
- 「LibreOfficeMath」で積分記号などを含めた数式を、「テキストベースで簡単に」入力する事が可能。またDrawのファイルを差し込むこともできる。
- ミリ単位での表の修正が可能。(Libre Office Drawの埋め込みオブジェクトとして使う場合にこの利点が生かされる。)
- CSVデータをエクスポートするときに文字コードの指定が可能。
- 簡単なマクロであればExcelからCalcにそのまま移植が可能。

### 数式エディタとの連携
LibreOffice Math と連携してCalcの数式を数学自然表示(手書きで書くような数式)の形にすることができる。方法としてはMathでいったん数式を作成し、分解、Calcで計算した値のセルを挿入した後で、CONCAT関数で結合する。そのテキストをMathに入力する。
そのため計算の根拠などを示しやすい。

### テキスト編集関連
- セル内改行がテキストエディタ貼り付け時にダブルクォーテーションになる問題が起きない。その為Calc上でテキストを整形した場合でもテキストエディタに適切に反映される。
- Ctrl+Shift+Vのショートカットキーで形式を選択して、テキストのみ張り付けることができる。
- ショーカットキの存在や上述のダブルクォーテーションの問題、TEXTJOIN関数があることにより、文字列操作関連は取り回しが良く、扱いやすい。

## 欠点
- Excelで設定した書式が微妙に崩れることがある。
- 拡張子をODSで保存しないとマクロが作動しない。

## マニュアル等
- LibreOffice日本語ドキュメンテーションWiki（日本語）(利用方法のリンク等)